# 2-я гвардейская армия
2-я гвардейская армия — оперативное войсковое объединение (гвардейская армия) в составе Вооружённых Сил СССР во время Великой Отечественной войны.

## История формирования

### 1942—1943
Сформирована с 2 по 25 ноября 1942 года (приказ Ставки ВГК от 23 октября 1942 г.) в Тамбове (штаб) с непосредственным подчинением Ставке ВГК путём преобразования управления (штаба) 1-й резервной армии. В её состав вошли 1-й и 13-й гвардейские стрелковые и 2-й гвардейский механизированный корпуса, боевая подготовка, укомплектование и сколачивание формирований проводились в районах Тамбова, Мичуринска и Моршанска. 15 декабря передана в состав Сталинградского фронта 2-го формирования (с 1 января Южного фронта 2-го формирования). Соединения армии совершили в условиях зимы тяжёлый форсированный марш, пройдя от мест выгрузки до районов сосредоточения 200—280 км. В ходе Сталинградской стратегической наступательной операции на рубеже р. Мышкова войска армии сыграли решающую роль в отражении удара котельниковской группировки противника, а 24 декабря сами перешли в наступление и вынудили его отойти на юг. 29 декабря 1-й танковый корпус армии освободил Котельниковский. 4 января 1943 года 3-й гвардейский танковый корпус включен в состав подвижной механизированной группы 2-й гвардейской армии. Развивая наступление на ростовском направлении, её войска 13 февраля 1943 года освободили Новочеркасск, а через три дня вышли к реке Миус, где, встретив упорное сопротивление противника, перешли к обороне. В июле 1943 года армия участвовала в Миусской операции. В августе—сентябре 1943 года армия участвовала в Донбасской стратегической наступательной операции. В конце сентября в ходе Мелитопольской операции её войска вышли к низовьям Днепра и на побережье Чёрного моря. В декабре в составе 4-го Украинского фронта (с 20 октября) после упорных боёв соединения 2-й гвардейской армии ликвидировали плацдарм противника на левом берегу Днепра в районе Херсона.

### 1944—1945

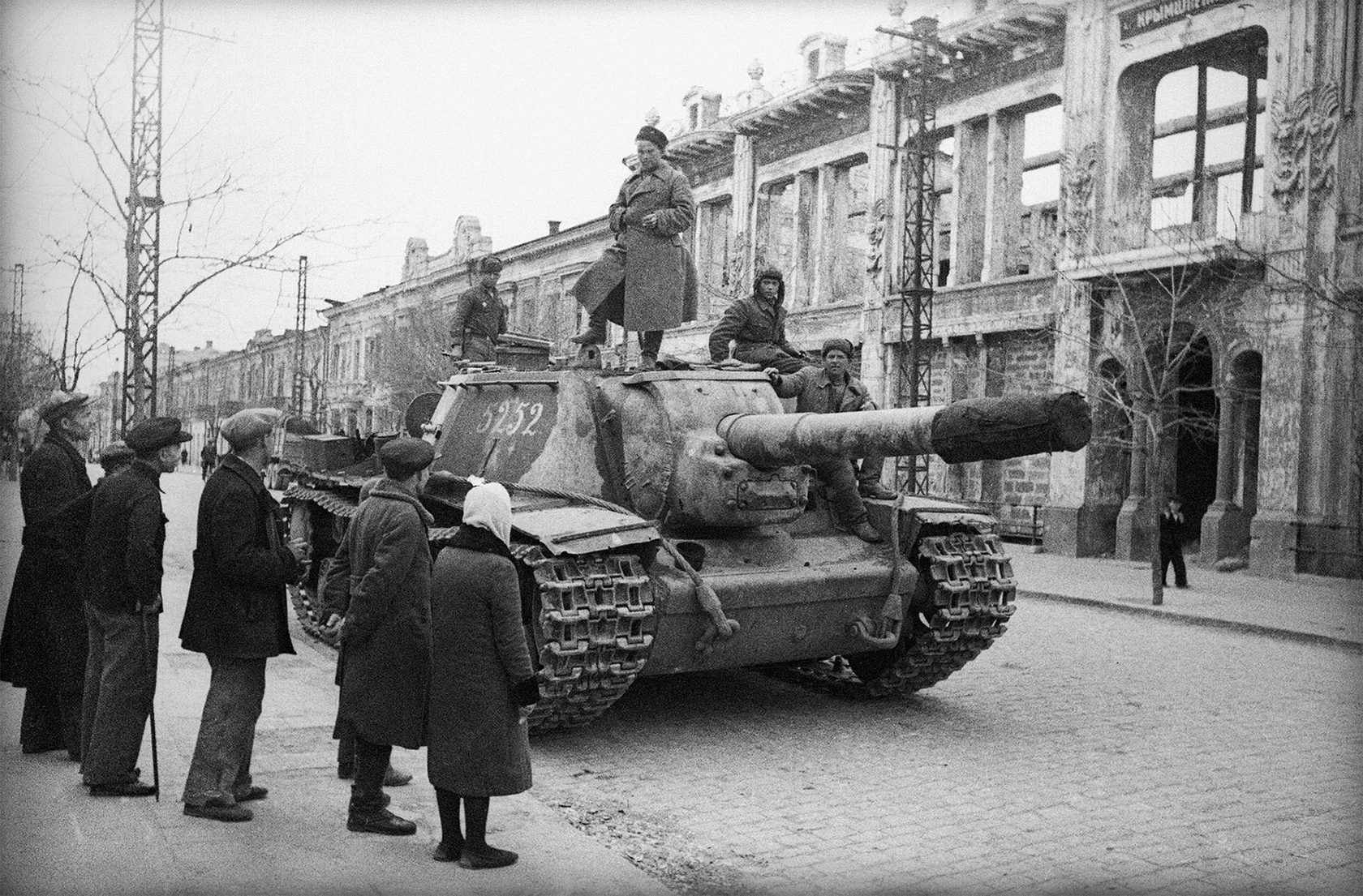
САУ СУ-152 1452-го самоходно-артиллерийского полка РГК 2-й гвардейской армии 4-го Украинского фронта на фоне разрушенного здания швейной фабрики, Фотохроника ТАСС, фото Е. Халдея

В феврале 1944 года армия передислоцирована в район Перекопского перешейка и в апреле-мае приняла участие в Крымской стратегической операции, в ходе которой во взаимодействии с другими войсками 4-го Украинского фронта и силами Черноморского флота 9 мая освободила Севастополь. В мае-июне 2-я гвардейская армия была передислоцирована в район городов Дорогобуж, Ельня. С 20 мая находилась в резерве Ставки ВГК, принимала участие в Вильнюсской операции, а 8 июля была передана в состав 1-го Прибалтийского фронта. К этому времени в неё входили 11-й и 13-й гвардейские и 54-й стрелковый корпуса. 
В этом составе 14—31 июля 1944 года Шяуляйской наступательной операции, затем отражала контрудары противника западнее и северо-западнее Шяуляя. В октябре участвовала в Мемельской наступательной операции. 20 декабря переподчинена 3-му Белорусскому фронту. В январе-апреле 1945 г. в ходе Восточно-Прусской стратегической операции прорвала долговременную оборону противника, ликвидировала во взаимодействии с другими войсками фронта его окружённые группировки (юго-западнее Кёнигсберга и земландскую группировку).
Вывод войск армии из Восточной Пруссии производился в июле—августе 1945 года. Управление армии, 11 гв ск и 13 гв ск убыли в Московский военный округ, 60 ск — в Донской военный округ. Управление армии обращено на доукомплектование штаба Московского ВО. В октябре 1945 года 2-я гвардейская армия была окончательно расформирована.

## Состав армии

### На 1. 1. 1943 г.
- управление (штаб)

#### Стрелковые формирования
- 1-й гв. стрелковый корпус (24-я и 33-я гвардейские, 98-я стрелковые дивизии)
- 13-й гв. стрелковый корпус (3-я и 49-я гвардейские, 387-я стрелковые дивизии)
- 87-я гв. стрелковая дивизия бывшая 300-я стрелковая дивизия

#### Танковые и механизированные формирования
- 2-й гвардейский механизированный Николаевско-Будапештский Краснознамённый, ордена Суворова корпус (2 гв. мехк)
- 6-й механизированный корпус (6 мехк)
- 3-й гвардейский танковый Котельниковский Краснознамённый, ордена Суворова корпус (3 гв. тк)
- 52-й, 128-й, 223-й отдельные танковые полки (отп)

#### Кавалерийские формирования
- 4-й кавалерийский корпус (61-я, 81-я кавалерийские дивизии, 149-й истребительно-противотанковый артиллерийский полк (149 иптап), 4-й отдельный истребительно-противотанковый дивизион (4 оиптдн))

#### Артиллерия
- 648-й армейский артиллерийский полк РГК (648 аап РГК)
- 506-й пушечный артиллерийский полк (506 пап)
- 1005 пушечный артиллерийский полк (1005 пап)
- 1095-й пушечный артиллерийский полк (1095 пап)
- 1100-й пушечный артиллерийский полк (1100 пап)
- 1101-й пушечный артиллерийский полк (1101 пап)
- 435-й истребительно-противотанковый артиллерийский полк (435 иптап)
- 535-й истребительно-противотанковый артиллерийский полк РГК (535 иптап)
- 1250-й истребительно-противотанковый артиллерийский полк
- 23-й гвардейский миномётный полк (23 гв. минп)
- 48-й гвардейский миномётный полк
- 88-й гвардейский миномётный полк
- 90-й гвардейский миномётный полк (без 373-го дивизиона)
- 15-й зенитная артиллерийская дивизия (15 зенад) (281-й, 342-й, 723-й, 1264-й, 1530-й, зенитные артиллерийские полки (зенап))
- 355-й отдельный инженерный батальон (355 оиб)
- 742-й отдельный минно-сапёрный батальон (742 оминсб)

## Командование

### Командующие
- генерал-майор (с февраля 1943 года — генерал-лейтенант) Крейзер Я. Г. (октябрь-ноябрь 1942 и февраль-июль 1943)
- генерал-лейтенант Малиновский Р. Я. (ноябрь 1942 — февраль 1943)
- генерал-лейтенант Захаров Г. Ф. (июль 1943 — июнь 1944)
- генерал-лейтенант Чанчибадзе П. Г. (июнь 1944 — октябрь 1946)

### Члены Военного совета
- дивизионный комиссар Ларин И. И. (ноябрь 1942 — январь 1943)
- генерал-майор Субботин Н. Е. (февраль 1943 — январь 1944)
- генерал-майор Черешнюк В. И. (январь 1944 — февраль 1945)
- генерал-майор Ряпосов Н. И. (февраль 1945 — июль 1945)

### Начальники штаба
- полковник Грецов М. Д. (октябрь — декабрь 1942)
- генерал-майор Бирюзов С. С. (декабрь 1942 — апрель 1943)
- генерал-майор Разуваев В. Н. (апрель — август 1943)
- Полковник, с августа 1944 г. генерал-майор Левин П. И. (август 1943 — до конца войны)

### Командующие БТ и МВ
- Генерал-майор танковых войск Юдин, Павел Алексеевич врид (10 ноября 1944 — 9 января 1945)

## Память
- 27 мая 1944 года на мысе Кордон Северной стороны Севастополя открыт памятник славы воинов 2-й гвардейской армии.[2]
- Именем армии названы улицы в городах: Севастополь,Симферополь, Евпатория и Новочеркасск.
- В Гимназии № 12 им. Г. Р. Державина города Тамбова создан музей Второй гвардейской армии.
- Наименование армии высечено на мемориальной плите у танка-памятника освободителям Симферополя в сквере Победы в Симферополе.

Заголовок
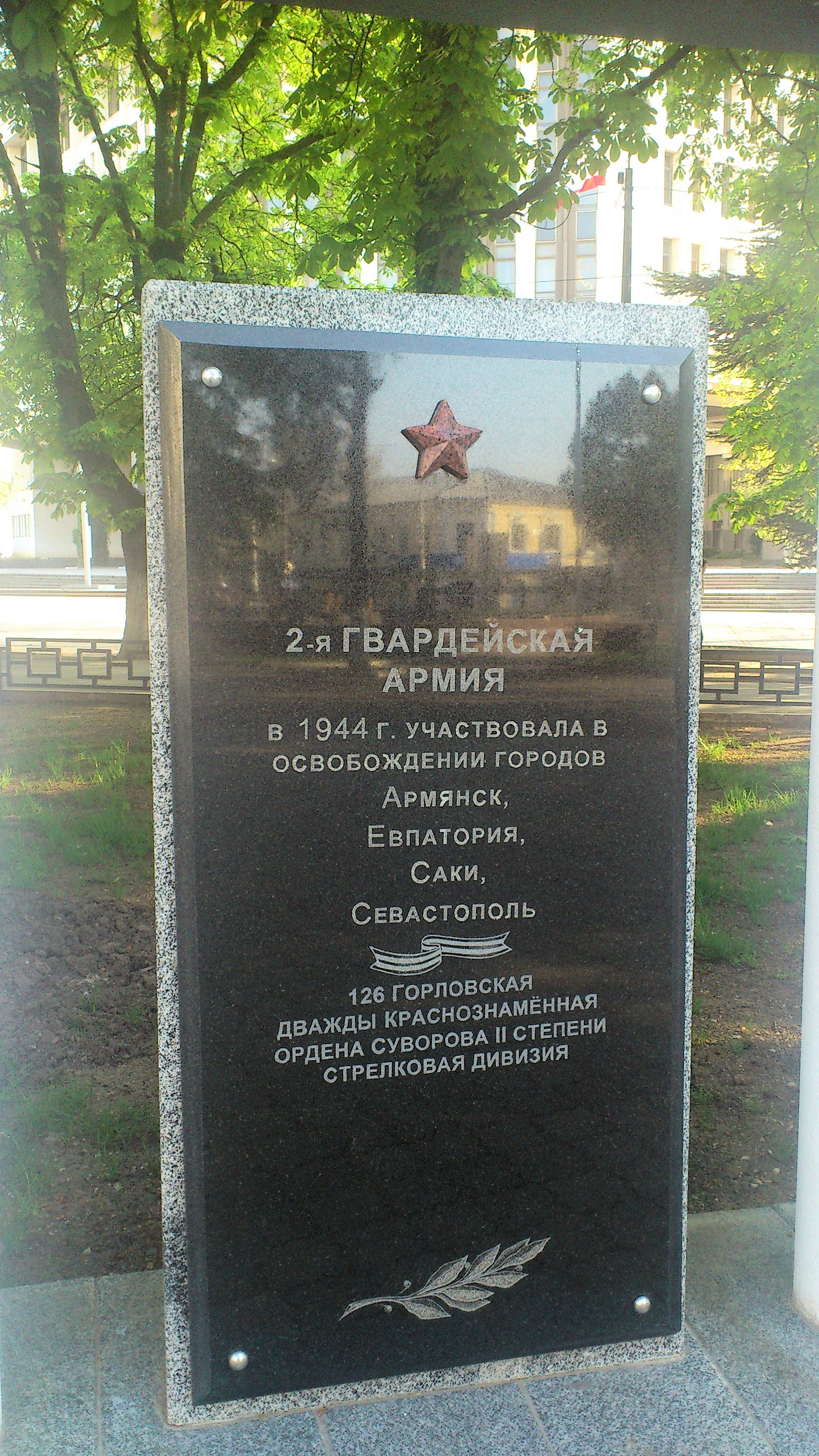
Мемориальная плита у танка-памятника освободителям Симферополя в сквере Победы в Симферополе
Памятная доска в Новочеркасске
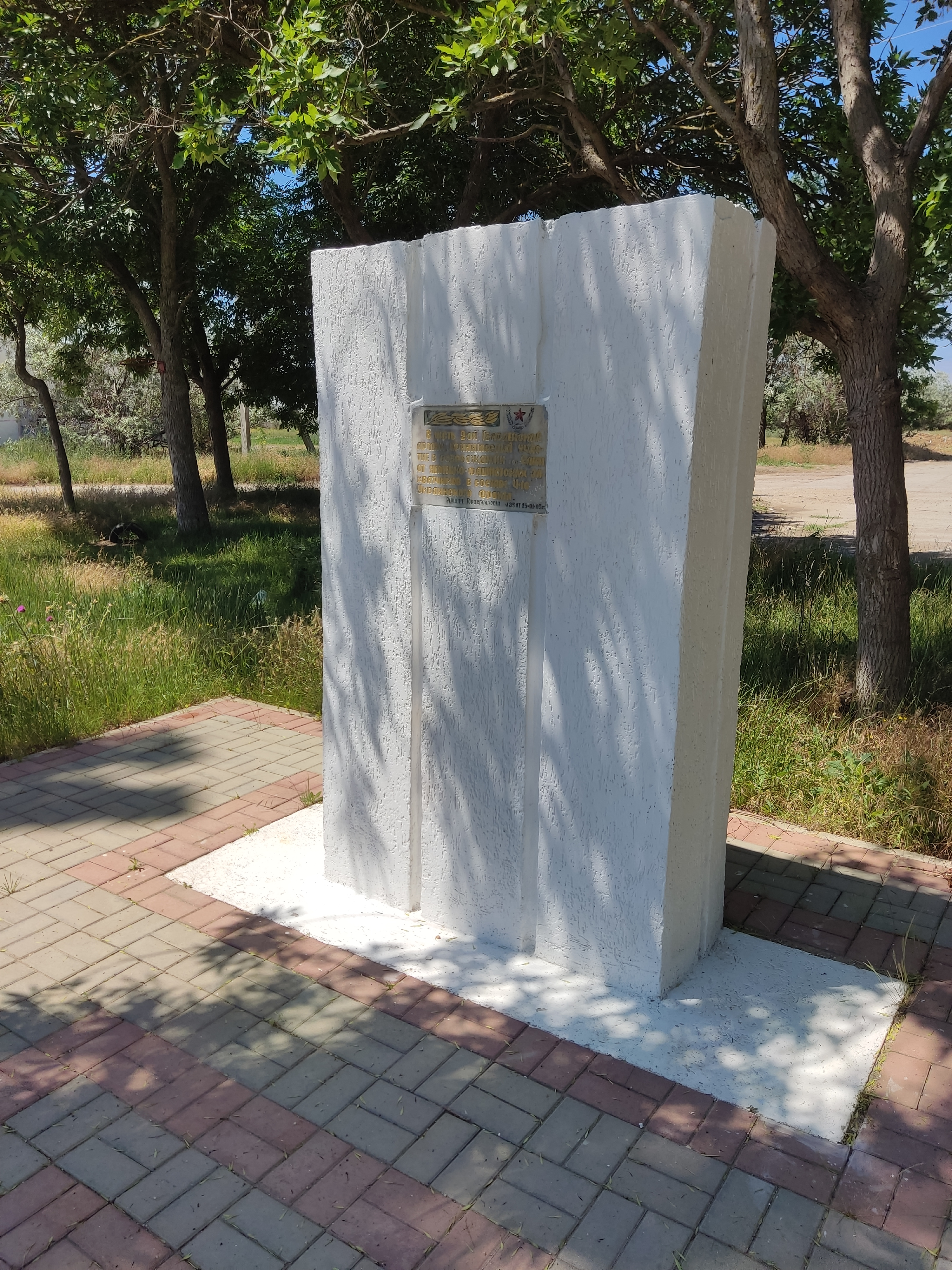
Памятный знак в Саках